# Oskar Seyffert (Volkskundler)
Oskar Seyffert (* 19. Februar 1862 in Dresden; † 22. Februar 1940 ebenda) war ein deutscher Maler, Illustrator, Volkskundler und Professor an der Königlichen Kunstgewerbeschule Dresden.

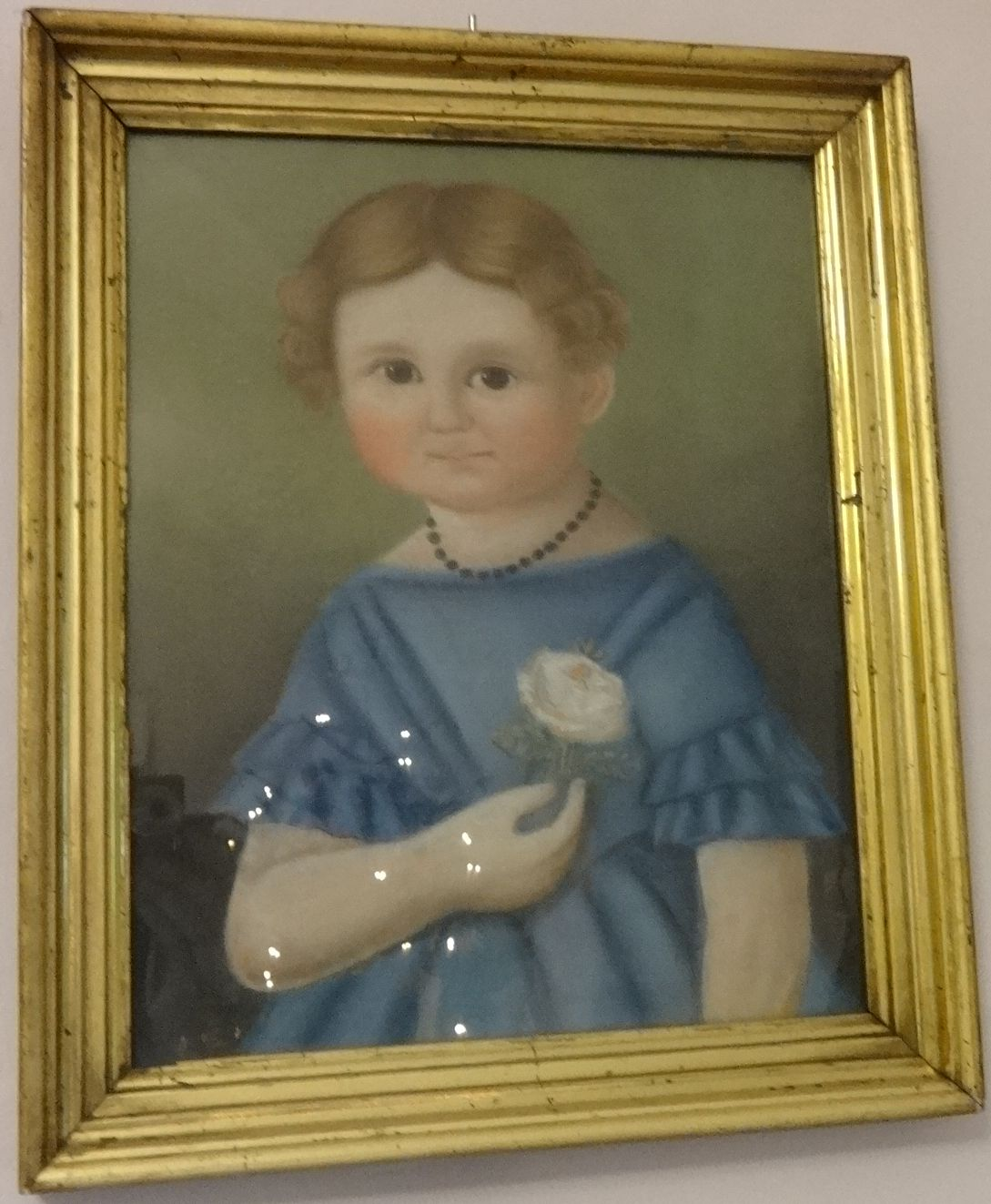
Kinderbildnis von Oskars Seyfferts Mutter Agnes

## Leben
Oskar Seyffert wurde als Sohn eines Kolonialwarenhändlers aus Bernstadt auf dem Eigen und der Tochter eines bekannten Dresdner Fleischermeisters in der Inneren Dresdner Neustadt geboren. Er besuchte die vierte Dresdner Bürgerschule, die Dreikönigschule und die Kunstgewerbeschule, wo er unter anderem bei Ermenegildo Antonio Donadini Theatermalerei studierte. Sein eigenes Talent sah Seyffert eher in der Zeichnung als in der Malerei. So wurde er später Professor für dekoratives Zeichnen an der Dresdner Kunstgewerbeschule.
Seyffert hatte einen Sohn, der am 18. Juli 1918 als Batterieführer des 4. Feldartillerie-Regiments Nr. 48 im Ersten Weltkrieg starb.
Oskar Seyffert wurde 1940 auf dem Urnenhain Tolkewitz in Dresden beigesetzt.

## Wirken

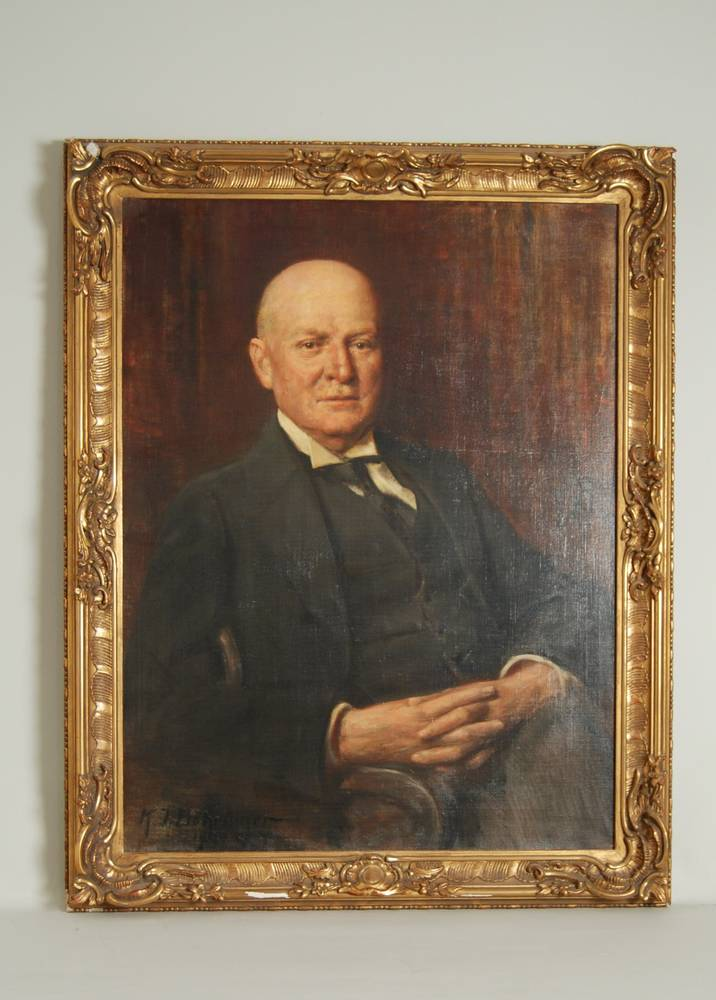
Bildnis Professor Dr. Oskar Seyffert von Konrad Immanuel Böhringer

Oskar Seyffert wurde vor allem durch sein umfangreiches Schaffen zur Erforschung der sächsischen Heimat bekannt.
In seiner Eigenschaft als Volkskundler bereiste er die sächsischen Dörfer und Städte und schrieb dabei seine Eindrücke, Beobachtungen und auch Geschichten auf. In seinem Werk Aus Dorf und Stadt äußert sich Seyffert mit den folgenden Worten:

„Das Suchen und Finden macht glücklicher, als das Gefundenhaben. Und von dazumal sprechen die […] Erzählungen. […] Sie sind vielleicht wertvoller durch die Zeit als durch ihren Inhalt, denn die Sitten und Gebräuche, von denen einige berichten, haben sich verändert oder sind ausgestorben, und manches Volkstümliche muß man jetzt mühsam in Archiven, in Bibliotheken und Museen suchen, das vordem fröhlich im Leben grünte und blühte. Und wäre es nicht in den Museen zu finden, so hätten wir schließlich keine Ahnung von dem Reichtum vergangener Tage.“

Mit Zeichnungen beteiligte er sich an der Ausstellung des sächsischen Handwerks und Kunstgewerbes 1896.
Am 14. Februar 1897 gründete er gemeinsam mit Karl Schmidt und Eugen Mogk den Verein für Sächsische Volkskunde. Bei seinen Wanderungen stöberte er viele alte erhaltenswerte Stücke auf. Seine „erste Erwerbung“ war eine Wiege.

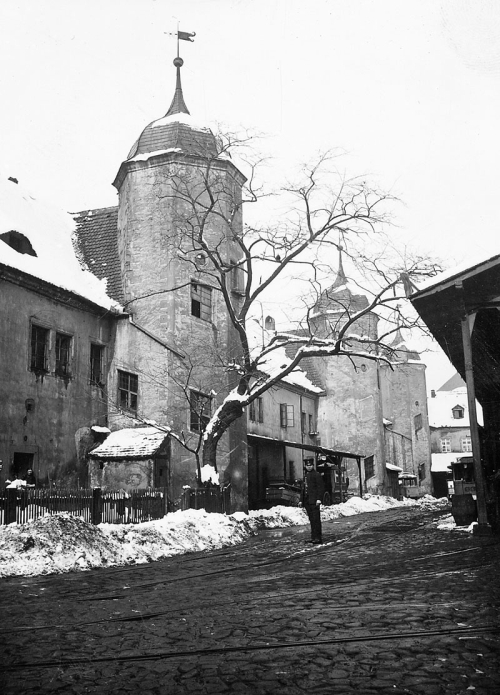
Jägerhof Dresden

Im Jahr 1908 gründete Seyffert mit dem Oberbaurat Karl Schmidt den Landesverein Sächsischer Heimatschutz. Er trug sich mit dem Gedanken, ein Museum für Sächsische Volkskunst zu gründen. Für diesen Zweck wurde der vom Abriss bedrohte Jägerhof in Augenschein genommen und von 1911 bis 1913 saniert. Die Verwirklichung eines Museums für die sächsische Volkskunst begründet Seyffert im Einführungstext seines Werkes Von der Wiege bis zum Grabe wie folgt:

„Wohl hatten in den ethnografischen Sammlungen die Völker des Erdballes ihren Ehrenplatz, wohl öffneten Kunstgewerbe und Altertumsmuseen den reichen Schätzen aus bürgerlichen und aristokratischen Besitz ihre Prunkräume, dem sächsischen Volke und seiner Kunst aber war keine Heimat gegeben. Das Naheliegende wird leider sehr oft vergessen oder unterschätzt.“

Nun fand Professor Seyffert würdige Räume für seine lang angelegte Sammlung, welche mit 8000 Exponaten am 6. September 1913 eröffnet wurde. Er wurde der erste Direktor des Museums. Zwischen 1927 und 1949 trug dieses Museum ihm zu Ehren den Namen „Oskar-Seyffert-Museum“. Rückblickend äußert sich Seyffert im Jahr 1924 zum Museum für Sächsische Volkskunst im Vorwort seines gleichnamigen Werkes Das Landesmuseum für Sächsische Volkskunst:

„Ich bin in die Jahre gekommen, in denen man mehr in die Vergangenheit blickt, als sich mit zukünftigen Plänen zu befassen. Oft habe ich gelesen und es sagen hören, das Landesmuseum sei mein Lebenswerk. Nun glaube ich’s, es ist also.“

Durch die von 1908 bis 1941 erschienene Zeitschrift Mitteilungen des Landesvereins Sächsischer Heimatschutz wurde das Anliegen Seyfferts und seiner Mitstreiter, vor allem aber die Bauwerke und Kunstschätze Sachsens, landesweit bekannt.
Zu Oskar Seyfferts Studenten zählte beispielsweise Georg Erler, der 24 Jahre lang bis 1937 als Professor an der Kunstgewerbeakademie Dresden tätig war.

## Auszeichnungen und Ehrungen
- Goldene Gedenkmünze Dresdens
- Ehrenbürgerbriefe verschiedener sächsischer Städte
- Ehrensenatorwürde der Technischen Universität Dresden
- Ehrendoktorwürde der Universität Leipzig (1932)
- Medaille für „Verdienste um die deutsche Volkskunde“
- Goethe-Medaille für Kunst und Wissenschaft (1937)
- Der Bergdank – Ehrenzeichen des Erzgebirgsvereins (1937)
- In Dresden-Gittersee gibt es die nach ihm benannte Oskar-Seyffert-Straße.

## Werke
- Zeichnungen (mit Franz Rowland) in Friedrich Bernhard Störzner: Was die Heimat erzählt: Sagen, geschichtliche Bilder und denkwürdige Begebenheiten aus Sachsen. Beiträge zur sächsischen Volks- und Heimatkunde. Arwed Strauch, Leipzig 1904.
- Von der Wiege bis zum Grabe: Ein Beitrag zur sächsischen Volkskunst. Gerlach & Wiedling, Wien 1905.
- Ein Sachsen Buch für die deutschen Kriegsgefangenen. Zusammengestellt von Hofrat Prof. Oskar Seyffert… Verlag der Bücherzentrale für Deutsche Kriegsgefangene, Bern 1919.
- Aus Dorf und Stadt: Volkskundliche Bilder. Reißner, Dresden 1920.
- (mit Walter Trier) Spielzeug. Wasmuth, Berlin 1922.
- Das Landesmuseum für Sächsische Volkskunst. Verlag des Landesvereins Sächsischer Heimatschutz, Dresden 1924.